# تيموثي بيرك
تيموثي بيرك (بالإنجليزية: Timothy Burke)‏ هو محامي وسياسي أمريكي، ولد في 2 فبراير 1866، وتوفي في 31 ديسمبر 1926. حزبياً، نشط في الحزب الجمهوري. وقد انتخب عضو جمعية ولاية ويسكونسن وانتخب عضو مجلس ولاية ويسكونسن.